# Coregonus maxillaris
Coregonus maxillaris es una especie de pez de la familia Salmonidae en el orden de los Salmoniformes.

## Alimentación
Come invertebrados  bentónicos, especialmente moluscos y  larvas de insectos.

## Distribución geográfica
Se encuentra en Europa: Suecia.